# 長崎浩斎
長崎 浩斎（ながさき こうさい）は江戸時代後期の蘭方医。幼名は哲次郎、名は（剛）健、医号は愿禎、字は中正。本姓は橘氏。越中国高岡で代々町医を務める長崎家5代目に生まれ、高岡で高峰幸庵、江戸で大槻玄沢等に学び、帰郷して医業を行った。

## 生涯

### 修学時代
寛政11年（1799年）9月7日、越中国高岡に生まれた。享和3年（1803年）妹虎と天然痘に罹り死に瀕したが、快復した。文化4年（1807年）鳥山屋次左衛門に手習いを受け、文化6年（1809年）繁久寺一水和尚に書を学んだ。文化9年（1812年）父の命で名を健、号を康斎とした。
文化10年（1813年）高峰幸庵が高岡に来訪し、大田口町に滞在した際、泉屋藤四郎の勧めで入門し、旅宿の隣に滞在して眼科を学んだ。文化11年（1814年）4月1日小竹屋藤右衛門と共に京都に上り、賀川玄岱に産科を学び、大坂、名古屋、大垣、伊勢神宮、奈良を巡り、6月1日帰宅した。
文化12年（1815年）1月寺崎蛠洲に入門して詩を学んだ。3月幸庵は東隣に別荘を構えて高岡に定着し、浩斎はこれに「製煉術」「傷寒論」を学んだ。文化13年（1816年）瑞龍寺山門再建工事に当たり、久保田甫元と共に詰医者を命じられた。

### 江戸留学
文化14年（1817年）3月24日江戸へ出発し、富山吉川家、稲荷町天満宮等に立ち寄り、4月9日到着した。江戸では父と親交のあった南伝馬町二丁目の布袋庵脇坂義堂宅に逗留し、幸庵の添書で大槻玄沢、杉田立卿、吉川の添書で市河寛斎・米庵、東林師の添書で大窪詩仏に入門した。
玄沢の芝蘭堂に入門して間もなく、杉田玄白の追悼詩を玄沢に渡したが、「俗気甚し」「村学究」として激怒の上破り捨てられたと塾頭から聞き、以降蘭学、医学に専念した。江戸滞在中、号を浩斎と改めた。中元頃父に帰国を促され、東海道回りで岡崎宿、苗木、下呂、高山荏名神社を経て帰郷した。

### 高岡時代
文化14年（1817年）12月28日妻を娶り、以降高岡に身を落ち着けて医業を行った。文政元年（1818年）父蓬洲と師幸庵が飲酒時の発言を元に仲を違え、文政2年（1819年）心労から心下痞硬を患った。文政4年（1821年）6月24日川原町からの大火で自宅を焼失し、三層の清風明月楼を新築した。
文政5年（1822年）1月5日、東林師と金沢に詩仏を訪ね、14日帰宅した。江戸留学以後、玄沢とは頻繁に文通を続けており、文政3年（1820年）5月の玄白三回忌、文政9年（1826年）9月の玄沢古希及び『重訂解体新書』上梓祝い、文政10年（1827年）1月の玄沢葬儀のため江戸を訪れている。天保5年（1834年）小石元瑞に入門した。嘉永6年（1853年）9月21日大火により自宅を焼失した。
元治元年（1864年）9月14日死去し、瑞龍寺に葬られた。戒名は釈香潔。

## 著書等
- 『東遊襍録』 - 文化14年（1817年）江戸留学中の覚書等。芝蘭堂での講義内容等がうかがえる[5]。
- 『広千字文』 - 文政2年（1819年）1月刊。金沢市立図書館蒼龍館文庫、氷見市立博物館向島文庫[6]、高岡市立中央図書館所蔵[7]。
- 長崎本『蘭東事始』 - 大槻玄沢『蘭学事始』の手沢本。文政3年（1820年）5月玄沢を訪れた際、その家蔵本を塾生に写させたもので、題名に関する顛末等も書き込まれている[4]。
- 『浩斎医話』 - 文政10年（1827年）1月起草。三浦梅園の著書に効い『贅語』と題し、後に『浩斎贅語』、『行医余言』、『浩斎医話』と改題[2]。
- 『医経千文』 - 文政9年（1826年）大槻玄沢より譲り受けた蘆野東山『医経千文』を文政11年（1828年）出版したもの。高岡市立中央図書館所蔵[8]。
- 『蚤虱弁』 - 天保2年（1831年）甥佐渡三良から受け取った『医療手引草』の感想等[9]。
- 『蘭学解嘲』 - 天保3年（1832年）3月13日起草。漢方医の蘭学批判に対する反論書。出版を試みたが断念した[10]。
- 『医者物語』 - 天保4年（1833年）から弘化3年（1846年）に渡って成立。医師の心構え等を綴る[11]。
- 『餞甥雑記』 - 天保9年（1838年）4月25日、甥佐渡三良の京都留学の餞として贈った文の下書き[12]。
- 『未曽欺録』 - 治療における自身の失敗例の記録。「未だ曽て（自他を）欺かず」と「禊」の意が掛かかる[13]。
- 『天狗爪石雑考』 - 能登国に算出する奇石についての博物誌。
- 『浩斎所蔵千字目録』 - 自身が収集した千字文の目録[14]。
- 『浩斎所蔵蒙求目録』 - 自身が収集した蒙求の目録[14]。

その他、東条琴台『近代著述目録後篇』に見えるが未発見の著書に、『百医蒙求』『和魂漢才』『籤舎随筆』がある。

## 家族
- 父：長崎蓬洲 - 高岡長崎家4代目。
- 妹：虎 - 高岡の産科医佐渡養順に嫁ぐ。
- 妻：くら - 高岡の小児科医金子梅窓次女[2]。文化14年（1817年）12月28日娶る[1]。享和2年（1802年）11月7日生、安政2年（1855年）4月21日没[16]。
- 女子：岩 - 文政6年（1809年）7月10日生[1]。有磯神社祠官上田悌信に嫁ぐ[2]。
- 女子：ふき - 文政7年（1810年）9月12日生[1]。富山下太夫林英尚に嫁ぐ[2]。
- 男子：長崎言定 - 文政9年（1812年）5月27日生[1]。高岡長崎家6代目。
- 女子：菊 - 文政10年（1813年）9月12日生[1]。富山大属吉川敬晁に嫁ぐ[2]。
- 男：他家次郎 - 文政12年（1815年）6月19日生。天保3年（1832年）10月21日天然痘により夭逝[1]。
- 男：半三郎 - 文政6年（1809年）閏7月27日生。10月遺毒により夭逝[1]。